# Llanos (Aibonito)
Llanos es un barrio ubicado en el municipio de Aibonito en el estado libre asociado de Puerto Rico. En el Censo de 2010 tenía una población de 6840 habitantes y una densidad poblacional de 614,6 personas por km².

## Geografía
Llanos se encuentra ubicado en las coordenadas 18°9′2″N 66°17′9″O / 18.15056, -66.28583. Según la Oficina del Censo de los Estados Unidos, Llanos tiene una superficie total de 11.13 km², de la cual 11.12 km² corresponden a tierra firme y (0.12%) 0.01 km² es agua.

## Demografía
Según el censo de 2010, había 6840 personas residiendo en Llanos. La densidad de población era de 614,6 hab./km². De los 6840 habitantes, Llanos estaba compuesto por el 84.18% blancos, el 7.6% eran afroamericanos, el 0.23% eran amerindios, el 5.6% eran de otras razas y el 2.38% pertenecían a dos o más razas. Del total de la población el 99.5% eran hispanos o latinos de cualquier raza.